# Safety Pin Stuck in My Heart
«Safety Pin Stuck in My Heart» — дебютный сингл британского панк-исполнителя Патрика Фицджеральда, записанный с продюсером Питом Стеннетом в 1977 году и выпущенный лейблом Small Wonder Records (SMALL4) 27 января 1978 года.

## История
Карьера Фицджеральда началась с того момента, как он опустил кассету с домашней записью в почтовый ящих местного музыкального магазина Small Wonder, на основе которого был создан лейбл. Дебютный сингл был записан в Фицджеральдом в конце 1977 года, когда он отчаялся собрать себе группу. С продюсером (и одним из владельцев магазина-лейбла) Питом Стеннеттом он сначала записал материал в студии, но Пит отверг его и в конечном итоге пластинка была записана дома у одного из знакомых последнего.

## Отзывы критики
Рецензент Sounds (11 февраля 1978 года) отметил, что заглавный трек — запоминающийся акустический номер, но «лучшее — на обороте»: «„Set We Free“ — разреженный реггей-крик против боссов… „Optimism/Reject“ — в монголоидной логике выполненная апология вашего животного существования». Чарльз Шаар Мюррей (NME, 28 января), перебрав ряд определений («Панк-фолк? Акустик-панк? Юный Пэдди Робертс?») признался: ни одно из них не подходит, потому что — «было бы бессмысленной тратой энергии даже попытаться сконструировать специальную категорию для такого действительно интересного и единичного персонажа» (…for such an genuinely interesting oddball).

## Содержание
Сторона А
- «Banging & Shouting»
- «Safety Pin Stuck in My Heart»
- «Work. Rest. Play. Reggae»

Сторона В
- «Set We Free»
- «Optimism/Reject»

## Издания
Safety Pin Stuck in My Heart (песня)
- 1978 — Safety Pin Stuck in My Heart EP Small Wonder Records
- 1994 — Small Wonder: The Punk Singles Collection 2:42 Anag Punk Records
- 1996 — Burning Ambitions: A History of Punk, Vol. 2 2:39 Cleopatra
- 1999 — Burning Ambitions: A History of Punk, Vols. 1-3 2:39 Cleopatra
- 2001 — Burning Ambitions: A History of Punk [Box] 2:39 Cleopatra
- 2002 — No Spitting 2:41 Disky Records
- 2002 — No Spitting [CD3] 2:41 Disky
- 2003 — 60 Classic Punk Tracks 2:41 Disky

## Видео
- Safety Pin Stuck in My Heart. — Патрик Фицджеральд, концерт 2006 года.
- Safety Pin Stuck in My Heart. — Кавер-версия Chumbawamba, 2008.